# Paositra Malagasy
Paositra Malagasy – publiczny operator usług pocztowych na Madagaskarze.

## Historia
Na terenie Madagaskaru usługi pocztowe istniały od początku XIX wieku. Od 1810 roku królowie korzystali z poczty królewskiej. Usługi pocztowe organizowały również na terenie swoich kolonii Anglia i Francja. 26 czerwca 1960 roku Madagaskar uzyskał niepodległość i zaczął organizować własne usługi pocztowe. Od 1961 roku jest członkiem Światowego Związku Pocztowego. W 1959 roku powstaje Office Malgache des Postes et Telecommunications. W 1976 roku powstaje Ministerstwo Poczty i Telekomunikacji, a po reformie usług pocztowych w 1994 roku powstaje Paositra Malagasy na podstawie ustawy 93/001 z dnia 28 stycznia 1994 w sprawie reformy instytucjonalnej sektora telekomunikacyjnego i pocztowego. Od grudnia 2007 roku Paositra Malagasy oferuje usługi Eurogiro. W 2019 roku Paositra miała 255 placówek pocztowych. Od 2019 roku poczta oferuje usługę płatności elektronicznych Paositra Money. Od czerwca 2020 roku na podstawie umowy pomiędzy pocztą a Ministerstwem Edukacji Narodowej, Szkolnictwa Technicznego i Zawodowego wszystkie pensje pracowników podległych ministerstwu są przekazywane elektronicznie. W lipcu 2020 roku w związku z ograniczeniami związanymi z ograniczeniem rozprzestrzeniania się COVID–19 usługi pocztowe zostały na Madagaskarze ograniczone.
Paositra podlega Ministerstwu Poczty i Telekomunikacji i jest zarządzana przez Conseil d’Administration, który ma 9 członków.

## Filatelistyka
Paositra jako operator usług pocztowych jest wydawcą znaczków. Od 2001 roku informuje Światowy Związek Pocztowy o obiegu nielegalnych znaczków pocztowych. Są wśród nich znaczki: Millenium – Concorde 2000 – 30e anniversaire (1999), „Year of the Monkey 2016, 90th anniversary of the foundation of the Communist Party of China in 1999, International Year of Astronomy 2009, 75th anniversary of the death of Pierre Fredy in 2012, 200th anniversary of the birth of Richard Wagner in 2013, 200th anniversary of the Romanov dynasty”. W 2015 roku pojawiła się nielegalna seria znaczków z Tomem Willsem.